# Жан-Пол Рув
Жан-Пол Рув (на английски: Jean-Paul Rouve) e френски филмов, театрален и телевизионен актьор, режисьор и сценарист. 

## Биография и творчество
Дебютира в киното през 1993 г. с ролята на Рьоно в телевизионния филм „De père inconnu“. До края на 2012 г. се е снимал общо в 60 филма, режисьор е на 2 и сценарист на 7. В България е познат с ролите си във филмите „Карнавал“ (1999), „Астерикс и Обеликс: Мисия Клеопатра“ (2002), „Будю“ (2005), „Една година от живота ми“ (2006), „Едит Пиаф: Животът в розово“ (2007), „Адел и проклятието на пирамидите“ (2010), „Сто милиона евро“ (2011) и сериала „Жули Леско“ (1993).

## Избрана филмография
| година | филм                                | оригинално заглавие                             | роля                  | режисьор      |
| ------ | ----------------------------------- | ----------------------------------------------- | --------------------- | ------------- |
| 2002   | Астерикс и Обеликс: Мисия Клеопатра | Astérix & Obélix: Mission Cléopâtre             | Кайус Антивирус       | Ален Шаба     |
| 2004   | Най-дългият годеж                   | Un long dimanche de fiançailles                 | пощальонът            | Жан-Пиер Жоне |
| 2010   | Адел и проклятието на пирамидите    | Les Aventures extraordinaires d'Adèle Blanc-Sec | Жустин дьо Сен-Хуберт | Люк Бесон     |